# 台湾小叶崖豆
台湾小叶崖豆（学名：Millettia pulchra var. microphylla）为豆科崖豆藤属下的一个变种。

## 扩展阅读
- 維基物種上的相關：台湾小叶崖豆